# Stan Lazaridis
Stan Lazaridis (Perth, 16 augustus 1972) is een voormalig Australische voetballer van Griekse afkomst. Hij beëindigde zijn carrière als middenvelder in 2008 bij Perth Glory.

## Clubcarrière
Lazaridis speelde in eigen land tot 1996 voor West Adelaide Sharks. Vervolgens speelde hij in Engeland voor West Ham United (1996-1999) en Birmingham City (1999-2006). In 2006 keerde Lazaridis terug naar Australië om met Perth Glory in de A-League te spelen.

## Interlandcarrière
Lazaridis speelde tussen 1993 en 2006 zestig interlands voor het Australisch nationaal elftal. Hij speelde met de Socceroos op de Confederations Cup 1997 en de Confederations Cup 2001. Lazaridis behoorde tot de Australische selectie voor het WK 2006, maar de middenvelder speelde niet op het toernooi. Op 4 oktober 2006 speelde Stan Lazaridis voor de laatste keer voor de Socceroos in een oefenwedstrijd tegen Paraguay, waarin ook Željko Kalac, Tony Vidmar en Tony Popović hun laatste internationale optreden hadden.

## Dopinggebruik
In november 2006 werd Lazaridis positief bevonden bij een dopingtest ten gevolge van het gebruik van een middel tegen kaalheid. Dit middel bevatte finasteride, wat verboden is vanwege het vermogen om het gebruik van andere stimulerende middelen te maskeren. Hij kreeg een schorsing van twaalf maanden opgelegd door het Australian Sports Anti-Doping Authority, dat de uitspraak in augustus 2007 bekendmaakte. Aangezien de schorsing met terugwerkende kracht werd opgelegd, kon Lazaridis vanaf december 2007 weer spelen voor Perth Glory.